# Anorí
Anorí este un municipiu în Columbia, în departament Antioquia.